# III liga polska w piłce siatkowej mężczyzn (2011/2012)
III liga polska w piłce siatkowej mężczyzn 2011/2012 – rozgrywki czwartej w hierarchii po PLPS (PlusLidze), I lidze i II lidze - klasy męskich ligowych rozgrywek siatkarskich w Polsce. Rywalizacja w niej toczy się systemem ligowym - o awans do II ligi, a za jej prowadzenie odpowiadają Wojewódzkie Związki Piłki Siatkowej. W niektórych województwach gra się rundy play-off. Najlepsze dwie drużyny każdego z województw miały prawo wystąpić w turniejach o awans do II ligi organizowanych przez Polski Związek Piłki Siatkowej - półfinałowych i finałowych. W każdym turnieju udział brały 4 drużyny. W półfinałowych 2 najlepsze z każdego z nich awansowały dalej, a w turniejach finałowych tylko najlepsza drużyna każdego z turniejów awansowała bezpośrednio do II ligi, natomiast drużyny z drugich miejsc rozgrywały z drużynami z II ligi dwumecz barażowy o awans. W niektórych województwach najsłabsze drużyny są relegowane do IV ligi, jeśli w danym województwie ona funkcjonuje.

## Turnieje półfinałowe[1]

### Łódź
| miejsce | drużyna                         | mecze | punkty | sety | małe punkty |
| ------- | ------------------------------- | ----- | ------ | ---- | ----------- |
| 1       | AKS Uniwersytet Łódzki Łódź     | 3     | 6      | 9:4  | 307:261     |
| 2       | LKS Kłos Olkusz                 | 3     | 5      | 8:5  | 287:294     |
| 3       | MTS Winner Czechowice-Dziedzice | 3     | 4      | 5:7  | 281:275     |
| 4       | SPAR Głogovia Głogów Małopolski | 3     | 3      | 3:9  | 246:291     |

     awans do turnieju finałowego

### Andrychów
| miejsce | drużyna                  | mecze | punkty | sety | małe punkty |
| ------- | ------------------------ | ----- | ------ | ---- | ----------- |
| 1       | KS Milicz                | 3     | 6      | 9:1  | 247:206     |
| 2       | LKS Caro Rzeczyca        | 3     | 5      | 7:5  | 282:272     |
| 3       | MKS Andrychów            | 3     | 4      | 4:7  | 242:258     |
| 4       | TKF ITS Anilana Rakszawa | 3     | 3      | 2:9  | 228:263     |

     awans do turnieju finałowego

### Warszawa
| miejsce | drużyna                                     | mecze | punkty | sety | małe punkty |
| ------- | ------------------------------------------- | ----- | ------ | ---- | ----------- |
| 1       | UKS Międzyrzecka Trójka Międzyrzec Podlaski | 3     | 6      | 9:0  | 225:173     |
| 2       | MKS MDK Warszawa                            | 3     | 5      | 6:5  | 253:240     |
| 3       | Wicher Wilkasy                              | 3     | 4      | 5:8  | 284:299     |
| 4       | UKS Sprint Płociczno-Tartak                 | 3     | 3      | 2:9  | 212:262     |

     awans do turnieju finałowego

### Białowieża
| miejsce | drużyna                        | mecze | punkty | sety | małe punkty |
| ------- | ------------------------------ | ----- | ------ | ---- | ----------- |
| 1       | LUKS Żubr LT Białowieża        | 3     | 6      | 9:3  | 290:233     |
| 2       | ULKS Orlik Przytyk             | 3     | 5      | 8:4  | 270:244     |
| 3       | Pol KS Gwardia Szczytno        | 3     | 4      | 5:7  | 259:277     |
| 4       | KS Zakład Karny Biała Podlaska | 3     | 3      | 1:9  | 181:246     |

     awans do turnieju finałowego

### Gdańsk
| miejsce | drużyna                   | mecze | punkty | sety | małe punkty |
| ------- | ------------------------- | ----- | ------ | ---- | ----------- |
| 1       | Trefl SA Gdańsk II        | 3     | 6      | 9:2  | 254:189     |
| 2       | GKS Stoczniowiec Gdańsk   | 3     | 5      | 8:5  | 271:271     |
| 3       | LKS Bogmar Ostromecko     | 3     | 4      | 4:8  | 223:264     |
| 4       | TSSS Nowa Rega Trzebiatów | 3     | 3      | 3:9  | 231:255     |

     awans do turnieju finałowego

### Poznań
| miejsce | drużyna                 | mecze | punkty | sety | małe punkty |
| ------- | ----------------------- | ----- | ------ | ---- | ----------- |
| 1       | UKS Rataje ZSO-4 Poznań | 3     | 6      | 9:1  | 251:224     |
| 2       | SPS Epigon Słupsk       | 3     | 5      | 6:3  | 217:183     |
| 3       | KS Chełmża              | 3     | 4      | 3:7  | 212:229     |
| 4       | LKS Spartakus Pyrzyce   | 3     | 3      | 2:9  | 229:273     |

     awans do turnieju finałowego

### Sulechów
| miejsce | drużyna                              | mecze | punkty | sety | małe punkty |
| ------- | ------------------------------------ | ----- | ------ | ---- | ----------- |
| 1       | KS Bielawianka-Bester Bielawa        | 3     | 6      | 9:0  | 225:167     |
| 2       | KŚ AZS Politechniki Śląskiej Gliwice | 3     | 5      | 6:4  | 228:224     |
| 3       | LZS Tor Dobrzeń Wielki               | 3     | 4      | 3:7  | 214:235     |
| 4       | MSKS Orion Sulechów                  | 3     | 3      | 2:9  | 226:267     |

     awans do turnieju finałowego

### Tychy
| miejsce | drużyna               | mecze | punkty | sety | małe punkty |
| ------- | --------------------- | ----- | ------ | ---- | ----------- |
| 1       | TKS Kombud Tychy      | 3     | 6      | 9:0  | 225:150     |
| 2       | KKS Ren-But Złotoryja | 3     | 5      | 6:4  | 226:214     |
| 3       | AZS PWSZ Nysa II      | 3     | 4      | 4:7  | 221:258     |
| 4       | MLKS Volley Gubin     | 3     | 3      | 1:9  | 204:254     |

     awans do turnieju finałowego

## Turnieje finałowe[2]

### Gdańsk
| miejsce | drużyna                              | mecze | punkty | sety | małe punkty | adnotacja                                       |
| ------- | ------------------------------------ | ----- | ------ | ---- | ----------- | ----------------------------------------------- |
| 1       | Trefl SA Gdańsk II                   | 3     | 6      | 9:2  | 264:203     | brak zgłoszenia do przyszłych rozgrywek II ligi |
| 2       | AKS Uniwersytet Łódzki Łódź          | 3     | 5      | 8:4  | 277:245     |                                                 |
| 3       | KŚ AZS Politechniki Śląskiej Gliwice | 3     | 4      | 4:6  | 205:228     |                                                 |
| 4       | MKS MDK Warszawa                     | 3     | 3      | 0:9  | 156:226     |                                                 |

     - baraż o awans

### Milicz
| miejsce | drużyna                 | mecze | punkty | sety | małe punkty |
| ------- | ----------------------- | ----- | ------ | ---- | ----------- |
| 1       | KS Milicz               | 3     | 6      | 9:2  | 259:219     |
| 2       | KKS Ren-But Złotoryja   | 3     | 5      | 8:3  | 246:223     |
| 3       | UKS Rataje ZSO-4 Poznań | 3     | 4      | 3:7  | 221:244     |
| 4       | ULKS Orlik Przytyk      | 3     | 3      | 1:9  | 210:250     |

     - awans do II ligi
     - baraż o awans

### Bielawa
| miejsce | drużyna                                     | mecze | punkty | sety | małe punkty |
| ------- | ------------------------------------------- | ----- | ------ | ---- | ----------- |
| 1       | KS Bielawianka-Bester Bielawa               | 3     | 6      | 9:3  | 283:235     |
| 2       | UKS Międzyrzecka Trójka Międzyrzec Podlaski | 3     | 4      | 5:6  | 243:249     |
| 3       | LKS Kłos Olkusz                             | 3     | 4      | 5:7  | 257:270     |
| 4       | GKS Stoczniowiec Gdańsk                     | 3     | 4      | 4:7  | 225:254     |

     - awans do II ligi
     - baraż o awans

### Tychy
| miejsce | drużyna                 | mecze | punkty | sety | małe punkty |
| ------- | ----------------------- | ----- | ------ | ---- | ----------- |
| 1       | TKS Kombud Tychy        | 3     | 6      | 9:0  | 225:159     |
| 2       | LKS Caro Rzeczyca       | 3     | 5      | 6:3  | 211:191     |
| 3       | LUKS Żubr LT Białowieża | 3     | 4      | 3:7  | 220:245     |
| 4       | SPS Epigon Słupsk       | 3     | 3      | 1:9  | 193:254     |

     - awans do II ligi
     - baraż o awans

## Baraże o awans[3]
| gospodarz                      | gość                           | wynik | wyniki setów                      |
| ------------------------------ | ------------------------------ | ----- | --------------------------------- |
| KS Orzeł Międzyrzecz           | AKS Uniwersytet Łódzki Łódź    | 3:1   | 25:17, 19:25, 25:23, 26:24        |
| AKS Uniwersytet Łódzki Łódź    | KS Orzeł Międzyrzecz           | 3:0   | 25:16, 25:17, 25:18               |
|                                |                                |       |                                   |
| KS Spodek Katowice             | KKS Ren-But Złotoryja          | 3:2   | 17:25, 25:23, 25:21, 18:25, 15:8  |
| KKS Ren-But Złotoryja          | KS Spodek Katowice             | 1:3   | 23:25, 25:17, 24:26, 19:25        |
|                                |                                |       |                                   |
| AZS Uniwersytet Warszawski     | Międz. Trójka Międzyrzec Podl. | 3:2   | 21:25, 23:25, 25:21, 25:21, 15:7  |
| Międz. Trójka Międzyrzec Podl. | AZS Uniwersytet Warszawski     | 3:0   | 25:18, 25:21, 25:18               |
|                                |                                |       |                                   |
| KS Błękitni Ropczyce           | LKS Caro Rzeczyca              | 3:2   | 16:25, 25:22, 22:25, 25:19, 15:12 |
| LKS Caro Rzeczyca              | KS Błękitni Ropczyce           | 2:3   | 25:22, 19:25, 18:25, 25:21, 9:15  |

### Awans do II ligi po barażu
- AKS Uniwersytet Łódzki Łódź
- KS Spodek Katowice (utrzymanie w II lidze)
- Międzyrzecka Trójka Międzyrzec Podlaski
- KS Błękitni Ropczyce (utrzymanie w II lidze)
- LKS Caro Rzeczyca (awans decyzją PZPS)